# Lammert Wiersma

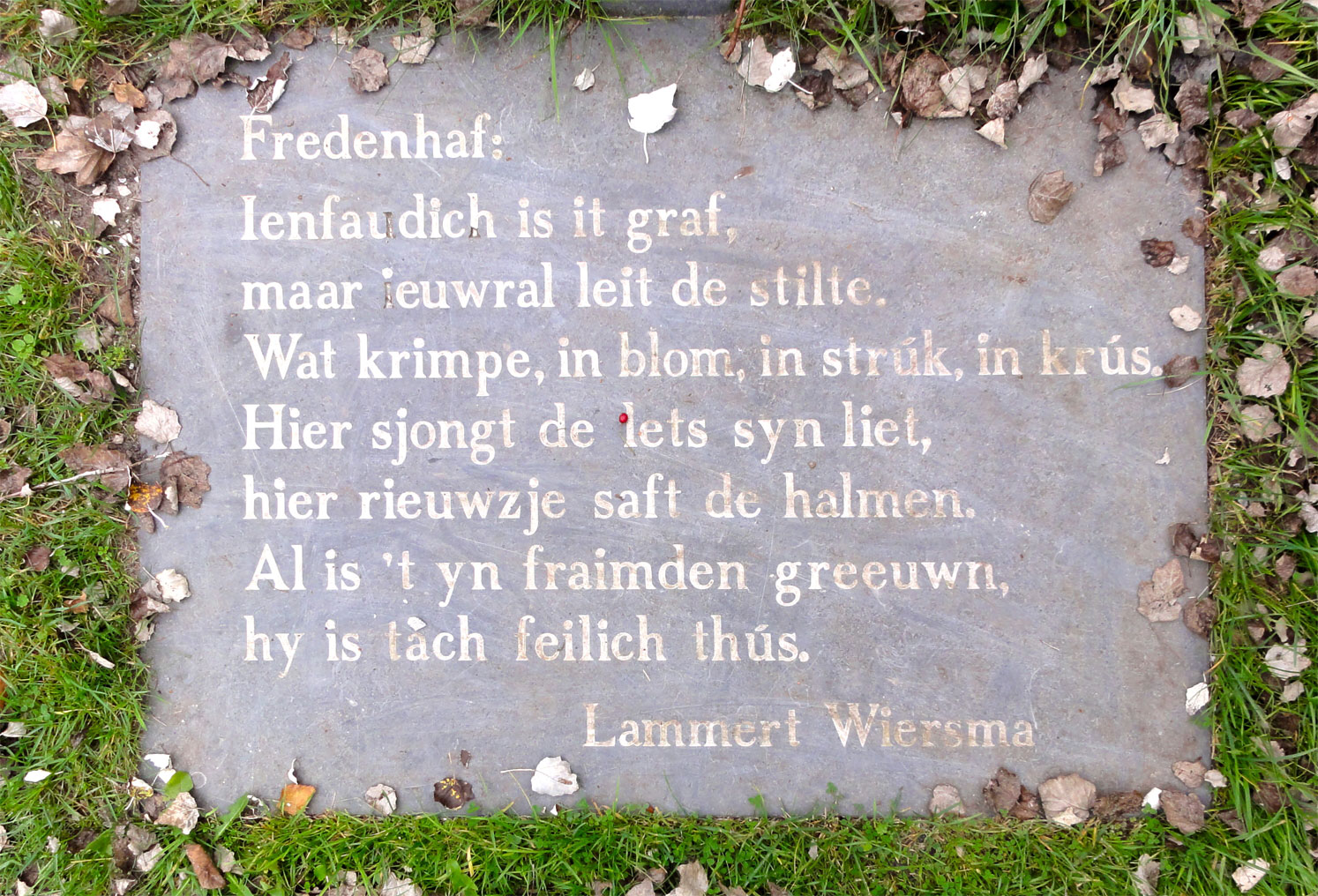
Gedicht van Lammert Wiersma over de begraafplaats Vredenhof op Schiermonnikoog opgenomen in de Taalroute aldaar

Lambert (Lammert) Wiersma (Schiermonnikoog, 17 december 1881 - aldaar, 1 november 1980) was een Friese dichter, die gedichten publiceerde in het Schiermonnikoogs.

## Leven en werk
Wiersma werd in 1881 geboren als zoon van de gezagvoerder Jan Lammerts Wiersma en van Theunke Wiebes de Wilde. Als vijftienjarige jongen verhuisde hij in 1897 met het ouderlijk gezin naar Amsterdam. Net als zijn vader koos hij, na de opleiding aan de zeevaartschool te hebben gevolgd, voor een zeevarend bestaan. Na zijn huwelijk verlegde hij zijn loopbaan en koos voor een baan bij het loodswezen, waarvan hij jarenlang directeur was. Hij was werkzaam in meerdere havenplaatsen in Nederland. In 1969 keerde hij terug naar het eiland waar hij was geboren en ging inwonen bij zijn dochter aldaar.
Wiersma begon in het begin van de jaren twintig van de 20e eeuw in Den Helder met het schrijven boeken en verhalen. Zijn eerste boek was een kinderboek, Willem van den lichtwachter (1921/1923). Daarna volgden Vervuld voor het Dorus Rijkersfonds, Het eiland Schiermonnikoog (1938/1939), Uit de zeiltijd (1940) en Tussen Noordzee en Wad (1947/1948). Tot die tijd schreef hij in het Nederlands. Vanaf 1950 begon hij gedichten in de taal van het eiland, waar hij geboren en opgegroeid was, te publiceren. Er verschenen zo'n acht gedichtenbundels in het Schiermonnikoogs van zijn hand. Zeven van zijn gedichten werd op stenen in de Taalroute van Schiermonnikoog in 2010 vereeuwigd. Deze gedichten gaan over John Eric Banck eigenaar van Schiermonnikoog en stichter van de Banckpolder, over de zeedijk, de duinen, de vuurtoren, de begraafplaats Vredenhof en over het dorp.
Wiersma overleed in november 1980 op 98-jarige leeftijd op Schiermonnikoog. Hij werd aldaar begraven op woensdag 5 november 1980.